# Iadu (rey)
En el marco de la mitología hinduista, Iadu es el nombre de un rey, cuyos descendientes se llamaban iadus, uno de los cinco clanes arios mencionados en el Rig-veda (fines del II milenio a. C.).

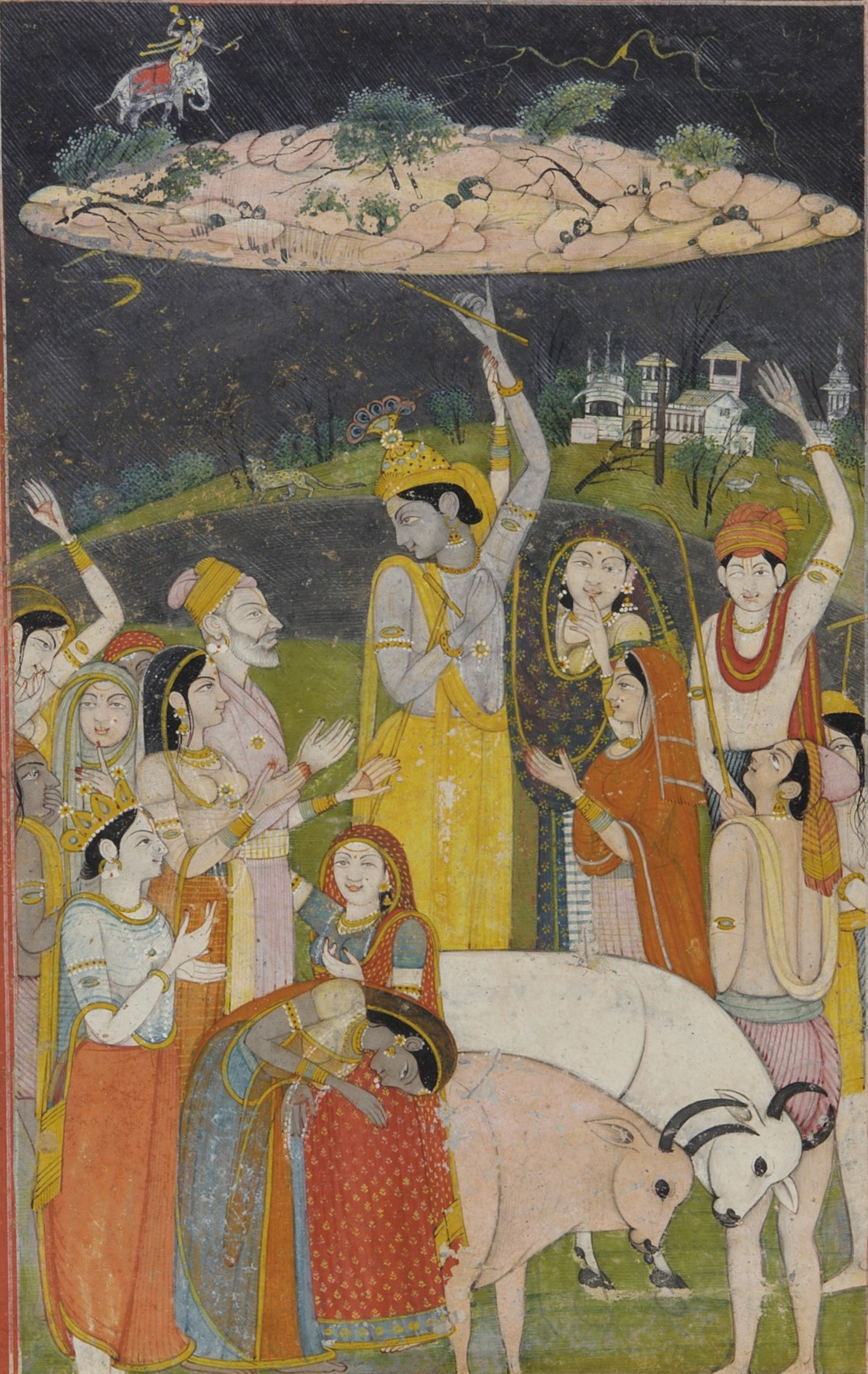
El dios-pastor Krisná, del clan iadu, sosteniendo la montaña-dios Góvardhana.

- yadu, en el AITS (alfabeto internacional de transliteración del sánscrito.[1]
- यदु, en escritura devanagari del sánscrito.[1]
- Pronunciación: /iádu/.[1]
- Etimología: desconocida.[1]

El texto épico Majábharata y también los Puranas se refieren a un rey Iadu, hijo mayor del rey Iaiati.
Iadu tuvo cuatro hijos: Sastra Yit, Kroshta (o Kharahostes), Nala y Ripu.
Los reyes entre Rishi Buddh y Iaiati se conocen como Soma vamshi (el clan descendiente del dios de la Luna).
En una ocasión, el rey Iaiati le pidió a su hijo que le regalara su juventud.
Iadu se negó, por lo que su padre lo desheredó.
Por eso él no mantuvo el mismo clan que su padre (el clan lunar).
El único clan que mantuvo el nombre de Soma-vamshi fue la que descendía del rey Purú, hermano menor de Iadu.
El rey Iadu ordenó que las futuras generaciones de descendientes se llamaran iadus o iádavas y el clan tomaría el nombre de Iadu-vanshi.

## Según Monier-Williams
Según el Sanskrit-English Dictionary del británico Monier Monier-Williams (1819-1899), Iadu fue un antiguo héroe, que en los Vedas (hacia el siglo XV a. C.) se menciona frecuentemente junto con Turvasha (o Turvasu).
Según las leyendas, Indra lo salvó de una inundación.
En la poesía épica es hijo del rey Iaiati
y hermano de Purú y Turvasu.